# 洛城公寓
《洛城公寓》（英語：The L.A. Complex）是一部加拿大剧情电视剧，于2012年1月10日在CTV電視網和MuchMusic上播映。美国的CW电视台将于2012年4月24日开始播放该剧。
该剧主要讲述几名住在洛杉矶同一公寓内的二十岁青年追逐自己成为演员、舞蹈家、音乐制作人以及喜剧表演者的故事。

## 制作
CTV电视网的母公司贝尔传媒于2011年8月订购了六集。拍摄和制作工作开始于2011年夏，拍摄地点包括多伦多和洛杉矶。
在该剧开播前数小时，贝尔传媒宣布，《洛城公寓》已被CW电视台选中，将于春季登陆美国。2012年3月22日，贝尔传媒续订了13集，并于暑期档在美国和加拿大同时上映。
2012年12月3日，Much频道和贝尔传媒宣布不会续订第三季，但表示该剧可能被其他电视网续订。2012年12月20日，CW电视台也宣布不会再续订，该剧正式被取消。

## 演出人员
| 演员                 | 角色                | 出现季  | 注释             |
| -------------------- | ------------------- | ------- | ---------------- |
| 乔纳森·帕特里克·摩尔 | 康纳·雷克           | 第1-2季 |                  |
| 乔伊·迪尼库          | 尼克·维格纳         | 第1-2季 |                  |
| 安德瑞·福勒          | 尚恩·杜根/考垂克·金 | 第1-2季 |                  |
| 黛莉·麦克罗德        | 贝丝·派瑞里         | 第2季   |                  |
| 迈克尔·勒文逊        | 西蒙·派瑞里         | 第2季   |                  |
| 乔吉娜·瑞利          | 赛巴瑞娜·雷诺斯     | 第2季   | 第一季的经常角色 |
| 凯茜·斯蒂勒          | 艾比·瓦格斯         | 第1-2季 |                  |
| 朱厄尔·斯代特        | 瑞秋·维斯布鲁克     | 第1-2季 |                  |
| 切兰·西蒙斯          | 阿利西亚·罗文       | 第1季   | 第2季客座出演    |
| 本杰明·查尔斯·华生   | 塔瑞克·穆罕默德     | 第1季   | 第2季客座出演    |